# Kieftita
La kieftita és un mineral de la classe dels sulfurs, que pertany al subgrup de la skutterudita. Rep el seu nom en honor de Cornelis (‘Kees') Kieft (1924‒1995), geòleg i mineralogista holandès, per les seves contribucions a la mineralogia.

## Característiques
La kieftita és un antimonur de fórmula química CoSb₃. Cristal·litza en el sistema isomètric. La seva duresa a l'escala de Mohs es troba entre 5 i 5,5.
Segons la classificació de Nickel-Strunz, la kieftita pertany a «02.E - Sulfurs metàl·lics, amb proporció M:S = 1:>2 » juntament amb els següents minerals: niquelskutterudita, skutterudita, ferroskutterudita i patronita.

## Formació i jaciments
Va ser descoberta l'any 1994 al camp de minerals de coure i cobalt de Tunaberg, a Nyköping, al comtat de Södermanland (Suècia). També a Suècia, se n'ha trobat a les mines de Zinkgruvan, a Askersund (Närke). També ha estat descrita a les mines de Bouismas, al districte de Bou Azer, a la regió de Drâa-Tafilalet (Marroc).